# Prosopophora pasaniae
Prosopophora pasaniae är en insektsart som beskrevs av Borchsenius 1960. Prosopophora pasaniae ingår i släktet Prosopophora och familjen Lecanodiaspididae. Inga underarter finns listade i Catalogue of Life.